# Општина Преболд
Општина Преболд (словен. Prebold) је једна од општина Савињске регије у држави Словенији. Седиште општине је истоимени градић Преболд.

## Природне одлике
Рељеф: Општина Преболд налази се у средишњем делу Словеније, у крајње југозападном делу покрајине Штајерска. Северни део општине је долина реке Савиње. Изнад долине, ка југу, уздиже се планина Гољава.
Клима: У општини влада умерено континентална клима.
Воде: Најважнији водоток у општини је река Савиња. Сви остали водотоци су мали и њене су притоке.

## Становништво
Општина Преболд је густо насељена.

## Насеља општине
- Долења Вас
- Капља Вас
- Латкова Вас
- Марија Река
- Матке
- Преболд
- Свети Ловренц
- Шешче при Преболду